# Терджиман-Переводчикъ (газета)
«Терджима́н-Переводчикъ» (крым. Terciman, ترجمان‎, рус. Переводчик) — газета, которая выходила с 1883 по 1918 год в Бахчисарае и фактически была печатным органом тюркоязычного населения Российской империи. Основателем и издателем был крымскотатарский просветитель Исмаил Гаспринский. «Терджиман» был первой в истории крымскотатарской газетой, которая выходила 35 лет.

## История

### Попытки создания периодических изданий на крымскотатарском языке
В 1870-х годах по возвращении из Турции и деятельности в качестве гласного Бахчисарайской городской думы и городского головы И. Гаспринский принял попытки основания периодических изданий на родном языке, но они не были разрешены властями. Первым из них должен был стать «Периодический листок» на крымскотатарском языке «Файдалы эглендже» («Полезное развлечение»). В 1879 году И. Гаспринский обратился к министру внутренних дел Л. С. Макову с прошением на его издание в Бахчисарае. Целями «Файдалы эглендже» заявлялось ознакомление местных мусульман «с правительственными распоряжениями и разъяснение им по мере сил пользы и значения русской грамотности и образования». Программа газеты была сформулирована из четырёх пунктов, охватывающих юридическое, просветительское, образовательное и литературное направления. Главное управление по делам печати министерства внутренних дел отказало И. Гаспринскому.
В декабре 1880 года он предпринял вторую попытку и ходатайствовал о издании в Бахчисарае еженедельного справочно-литературного листка «Закон». Программа также охватывала правовое, литературное и справочное направления. Издателем и редактором также выступал И. Гаспринский. В феврале 1881 года поступает очередной отказ. Это не остановило И. Гаспринского, два года были потрачены на прошения, обоснования, переписку с чиновниками, поиск единомышленников.

### Выход в свет газеты «Терджиман»
В феврале 1883 года усилия И. Гаспринского увенчались успехом, было утверждено свидетельство на право издания газеты «Терджиман — Переводчик». 10 (22) апреля 1883 года в свет вышел первый номер еженедельной газеты. Он состоял из четырёх страниц, половина которых печаталась на русском, вторая половина — на крымскотатарском языке. Материалы на двух языках дублировали друг друга. Издателем, редактором, журналистом был сам И. Гаспринский. Позже стали привлекаться и другие авторы. В непосредственно на страницах «Терджимана» были указаны условия подписки и правила публикаций. Редактор обращался к широкой общественности с предложением сотрудничества. К выпуску первого номера редакция получила письма с поздравлениями.
Девизом газеты был лозунг «Тильде, Фикирде, Ишде Бирлик» («Единство в языке, мыслях и делах»).
И. Гаспринский писал в редакционном обращении:

«Приступая к делу во имя Аллаха, берёмся за перо, чтобы служить правде и просвещению. Насколько „Переводчик“ будет отвечать своей цели — тому суд впереди и судьею быть не нам»
По свидетельству А. С. Айвазова, убедил И. Гаспринского начать издание газеты «Терджиман» Асан Нури.

### Деятельность газеты, тематика публикаций и авторы
В первом же номере была опубликована статья «Мусульманская печать в России», раскрывающая вопросы периодики в Туркестане (в тогдашней трактовке пантюркистов это все регионы с проживанием тюрков). С начала издания на страницах газеты появилась рубрика «Местные известия», которая была весьма популярна и печаталась почти в каждом номере. Первоначально тираж газеты был небольшим, постепенно «Переводчик» из еженедельника перерос в ежедневную газету. «Терджиман» читали во всех регионах России и за её пределами. «Терджиман» распространялся также в Турции. По свидетельству А. Айвазова, Гаспринский варьировал содержание номеров, адаптируя его под турецкие реалии.
Испытанием для газеты стал пожар в 1885 году, когда в Бахчисарае сгорела созданная Гаспринским типография. Газета не выходила с июля 1885 по 15 сентября.
В 1893 году Бахчисарае состоялось празднование юбилея издания, в числе почётных гостей были представители культурной элиты; «..в типографии был накрыт европейский стол на тридцать персон для русских гостей и мурз. В числе мурз и беков, прибывших из уездов и городов, были князь Али бей Болатуков, бывший перекопский предводитель дворянства Омар мурза Караманов, предводитель дворянства того же уезда Адиль мурза Карашайский, подполковник Исмаил мурза Муфтизаде, Аметша мурза Тайганский, Али мурза Тайганский, Сулейман мурза Тайганский, Мустафа мурза Кипчакский и Али мурза Булгаков».
Кроме доходов от подписки важным источником поступлений были частные и коммерческие объявления. В 1886 году было налажено издание рекламного приложения к газете «Переводчик-Терджиман» под названием «Листок объявлений». Также с 1906 года издавалось бесплатное приложение «Алем-и нисван» («Женский мир»), которое редактировала Шефика Гаспринская. Первый номер вышел в Бахчисарае 3 марта 1906 года, издавалось с перерывами, закрыто в 1911 году.
Начиная с 1905 года, № 101 декабрь и до окончания издания 1917, № 232 (12 декабря) издавалась на крымскотатарском языке.
Для финансирования редакции удалось привлечь средства меценатов сочувствующих идеям пантюркизма. Это были мусульманские промышленники братья Рамеевы из Оренбурга, Акчурин из Симбирска и Гаджи Зейналабдин Тагиев из Баку. Подписка на издание была относительно недорогой.
25-летие выпуска газеты широко отмечалось тюркскими просветителями и сторонниками идей пантюркизма по всей Российской империи. Ряд публикаций в журнале «Шура», который издавался в 1908—1917 в Оренбурге поэтом Закиром Рамеевым, посвящённых И. Гаспринскому и газете «Терджиман» были приурочены к юбилею газеты «Терджиман». Девятый номер журнала «Шура» 1908 года вышел с фотографией И. Гаспринского на обложке.
«Терджиман» — первая крымскотатарская газета, в которой в комплексе освещались религиозные, социально-политические, культурно-просветительские и повседневные вопросы. Развивая популярную в конце XIX века идею прогресса и применяя её для достаточно отсталого сельского крымскотатарского общества, «Терджиман» посвящает статьи вопросу покупки земли для малоземельных и безземельных татар, кредитованию в Земельном банке, вопросам продуктивного садоводства и табаководства, даёт сведения по агротехнике, то есть пытается вести модернизацию через просвещение. Например, остро стоял вопрос санитарии. Газета давала советы по профилактике эпидемии холеры, ставила вопрос очистки русла реки Чурук-Су, местных базаров и общественных туалетов, вывоза мусора, закупке средств дезинфекции.
Гаспринский также публиковал в газете «Терджиман» по частям свои романы и повести «Молла Аббас», «Арслан-къыз» («Девушка-львица»), «Кунь догъды» («Солнце взошло») и «Сто лет спустя».

«Переводчик» имел достаточно высокую популярность не только в Крыму, но и во всём тюрко-мусульманском обществе России, а также за её пределами.

Газета Терджиман (Переводчик)
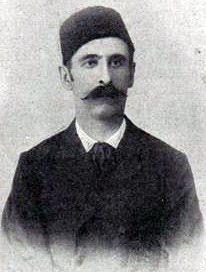
Основатель и первый редактор «Переводчика» И. Гаспринский
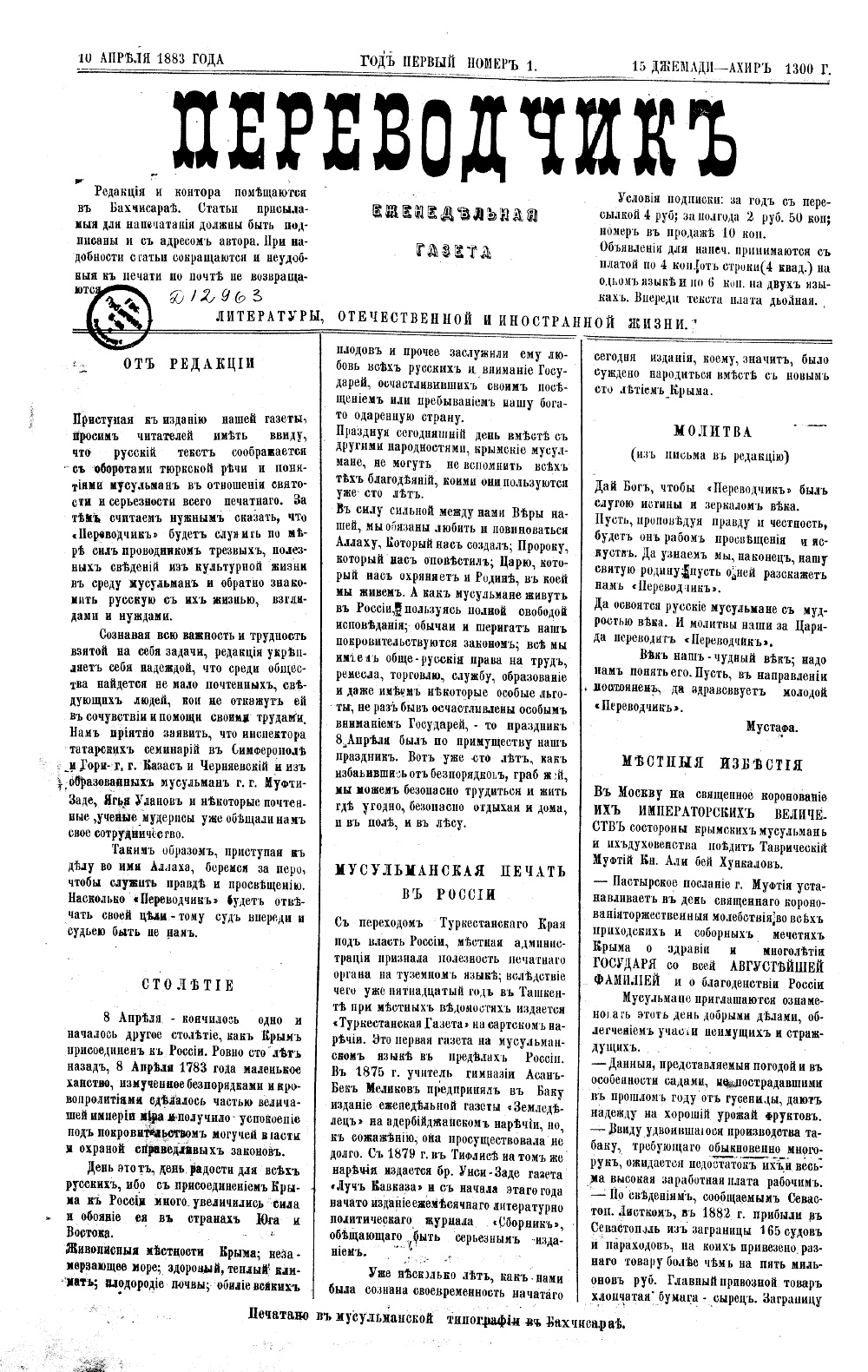
Газета «Терджиман» («Переводчик») (1883—1918) №1 от 10 (22) апреля 1883 г.
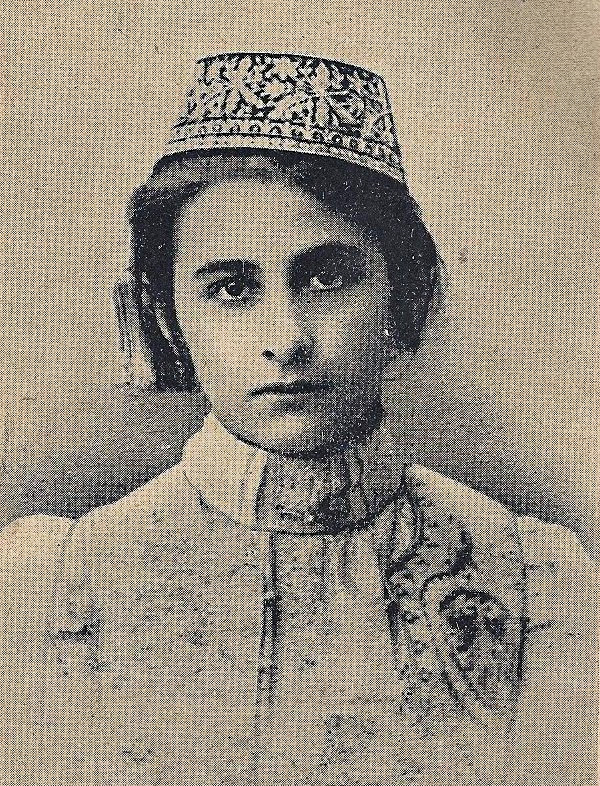
Шефика Гаспринская, редактор приложения «Алем-и нисван»
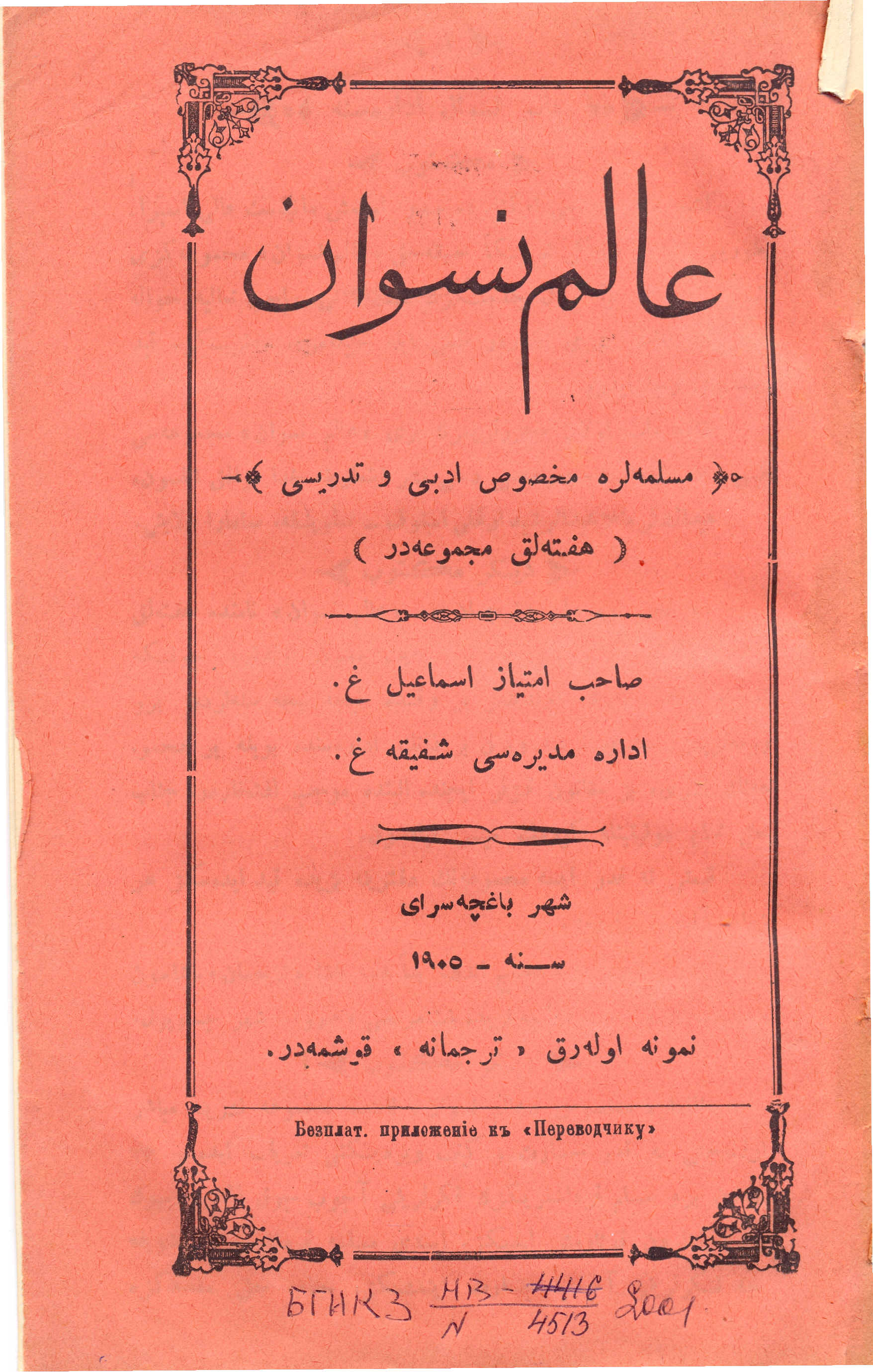
Женское приложение «Алем-и нисван»
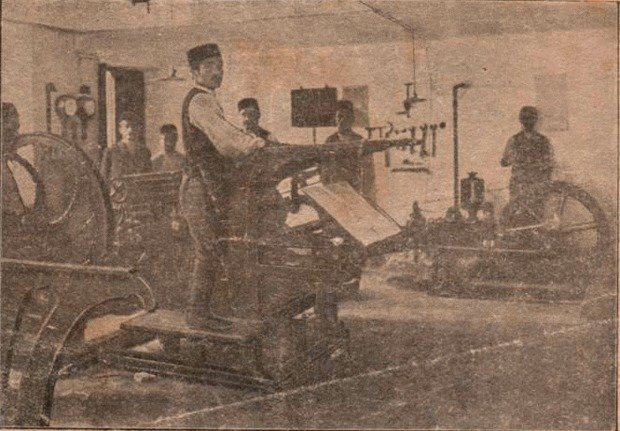
Типография газеты «Терджиман»
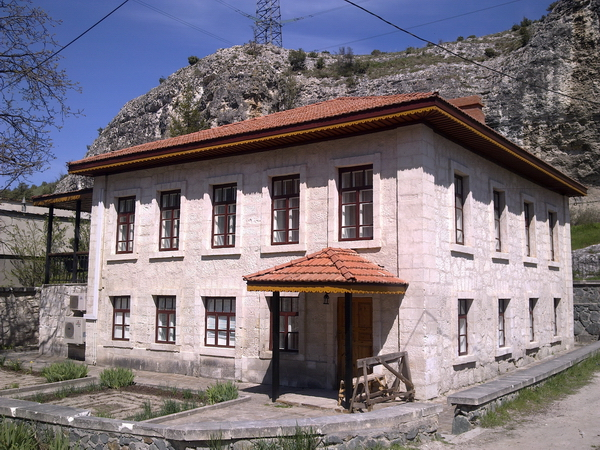
Дом в Бахчисарае, где размещалась типография
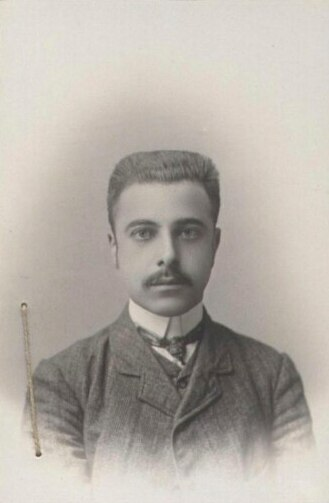
Рифат Гаспринский, второй и последний редактор газеты
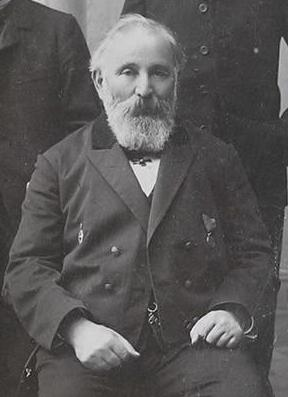
Цензор газеты в 1884—1905 гг. Илья Ильич Казас

«Терджиман» выходил в свет с 1883 по 1918 год в городе Бахчисарай сначала под бессменным редакторством И. Гаспринского, а после его смерти в 1914 году «Терджиман» по наследству перешёл к его сыну Рефату, на пост редактора заступил А. С. Айвазов. Для газеты писали такие крымскотатарские деятели, как Асан Нури, Исмаил Леманов, Осман Акчокраклы, Али Боданинский. В типографии газеты работал молодой Вели Ибраимов. По данным Асана Сабри Айвазова, тираж «Терджимана» достигал 16 тысяч экземпляров.
В 1917 году после Февральской революции начался подъём национального движения крымских татар, которое имело демократическое, либеральное и мелкобуржуазное направление. Газета, пользуясь объявленной свободой печати, активно освещала все политические и общественные вопросы, её авторы были среди организаторов Временного мусульманского революционного комитета, Мусульманского бюро по подготовке созыва Всероссийского мусульманского съезда, Всекрымского мусульманского съезда. Когда Крымская народная республика вступила в январе 1918 года в вооружённую конфронтацию с Севастопольским советом и её силы были разгромлены, красногвардейцы вошли в Бахчисарай. Вскоре «Терджиман», который поддерживал крымскотатарское национально-демократическое направление в противовес большевикам, был закрыт. После изгнания красных в апреле 1918 года более не возобновлялся. По распространённой версии, газета была закрыта большевиками. Однако профессор И. Керимов считает, что закрытие связано с внутренними причинами, поскольку основные её авторы летом 1917 переехали в Симферополь для издания газеты «Миллет».

## Значение издания и его изучение
Газета высоко оценивалась современниками. Оценивая плоды 25-летней деятельности газеты, автор редакционной статьи журнала «Шура» писал в 1908 году следующее:

«Чтобы увидеть масштабы деятельности „Терджиман“, нужно было бы взглянуть на несколько тысяч школ звукового метода, которые начали открываться не только в России, но и в мусульманской среде за рубежом, на „общества“, появившиеся во всех концах России, на журналистов, писателей и поэтов, прораставших в татарском обществе подобно едва раскрывшимся цветам, и на сотни их произведений и переводов, на учителей и учительниц, считающих преподавание своим священным призванием, на женщин и девушек, которые не только научились чтению и письму, но и стали украшать страницы нашей печати своими мыслями и пером, на наших ученых, светочей мысли, идущих во главе нации (милләт), служа идеям выправления и обновления, на состоятельную часть населения, жертвующую на благо нации (милләт)…»
В настоящее время для историков подписки «Терджимана» являются ценным источником сведений о всех аспектах жизни крымскотатарского общества и других тюркских народов на рубеже XIX—XX веков. В также нём отражено развитие идей пантюркизма на территории Российской империи. По этим материалам выходят исторические исследования, защищено несколько докторских диссертаций.
В высших учебных заведениях Крыма и учреждениях культуры как часть мероприятий по увековечиванию памяти И. Гаспринского проводятся семинары посвящённые его печатному детищу. В Республиканской крымскотатарской библиотеке имени И. Гаспринского в Симферополе 10 апреля 2009 прошёл круглый стол, приуроченный ко дню выхода первого номера газеты «Терджиман».